# Wafae Ahalouch El Keriasti
Wafae Ahalouch El Keriasti (Tanger, 1978), vaak verkort tot Wafae Ahalouch, is een Nederlands beeldend kunstenaar. Ze creëert schilderijen, collages, wandtapijten, muurschilderingen en installaties. Haar werk wordt tentoongesteld in binnen- en buitenland en bevindt zich in collecties in Nederland, België en Frankrijk. Daarnaast is ze actief als adviseur bij diverse commissies, waaronder het Mondriaan Fonds.

## Biografie
Wafae Ahalouch werd geboren in  Marokko en groeide op in Nederland. In 2001 studeerde ze af aan de Hogeschool voor de Kunsten in Utrecht waarna ze haar opleiding voortzette bij De Ateliers in Amsterdam (2001-2003). Er volgden meerdere nationale en internationale residenties in onder meer de Rijksakademie van Beeldende Kunsten in Amsterdam (2006 en 2007), het Künstlerhaus Bethanien in Berlijn (2009-2010), WIELS in Brussel (2011) en het EKWC in ’s-Hertogenbosch (2014).
In 2003 ontving Ahalouch de Koninklijke Prijs voor Vrije Schilderkunst en in 2004 de Buning Brongers Prijs. Ze werd genomineerd voor de Amsterdamprijs voor de Kunst 2012 en de Wolvecampprijs 2014.
Ze was docent aan de Hogeschool voor de Kunsten in Utrecht (HKU) en de Breitner Academie in Amsterdam (AHK).
Ahalouch woont en werkt in Amsterdam.

## Werk
In haar kunst reflecteert Ahalouch op universele thema’s als gender, hiërarchieën, familieverbanden en cultuurverschillen. Ze onderzoekt de structuren van macht en onmacht, schijn en werkelijkheid, en de stereotypering van vrouwen in de samenleving. Voor haar motieven put ze uit de geschiedenis, volksverhalen, films en de media. Voor de tentoonstelling Het andere verhaal. Kunst uit het Marokkaanse modernisme in het Cobra Museum voor Moderne Kunst (2022) ontwierp Ahalouch het textielwerk Soul Solitude (2022) waarbij ze zich, zo verklaarde ze bij de opening van de expositie, liet inspireren door het levensverhaal van de Marokkaanse kunstenares Chaïbia Talal (1929-2004). In dit stervormige wandtapijt combineert ze traditionele hennapatronen en geometrische vormen met fragmenten uit een schilderij van Talal.
Ahalouch’ kunstwerken zijn veelal opgezet in zwarte lijnen tegen een witte achtergrond, aangevuld met primaire kleuren en geometrische patronen. Deze grafische stijl vind je terug in zowel haar schilderwerk en textielobjecten als installaties. In haar collages voegt ze beelden uit de populaire cultuur en gekleurd papier samen.

### Circuswereld
Ahalouch werkt vaak in series. Een telkens terugkerend thema is het circus, een wereld die ze beschouwt als een metafoor voor de sociaal-politieke realiteit. Zo onderzocht ze in de serie Hocus Pocus (2014) verschillende vrouwenrollen, van verleidster tot moederfiguur, en werkte ze haar bevindingen uit in collages met knipsels uit modetijdschriften en origamivormen. Deze serie collages werd gemaakt voor de Marrakech Biënnale nr. 5 (2014) en is in 2019 aangekocht door het Museum Arnhem. Tegelijkertijd verwierf Museum Arnhem de schilderijen Gut feeling (2014) en Brain Babe (2014) waarin Ahalouch gender en lichamelijkheid combineert en waarvoor ze zich, volgens het museum, eveneens liet inspireren door de beeldtaal van het circus.

## Tentoonstellingen (selectie)
- 2024, Museum of Memory, Museum Arnhem, NL.
- 2022, Solotentoonstelling First Love, Stichting WG Kunst, Amstelveen, NL.
- 2022, Het andere verhaal. Kunst uit het Marokkaanse modernisme, Cobra Museum voor Moderne Kunst, Amstelveen, NL.
- 2019, Your Voice Matters, Museum Arnhem, NL.
- 2019, Solotentoonstelling Wafae Ahalouch, Club Solo, Breda, NL.
- 2018, Monuments to the Unsung, Public Art. Amsterdam, Framer Framed, Amsterdam, NL.
- 2014, Where are we now? Marrakech Biënnale nr. 5, Marrakech, MA.
- 2011, Solotentoonstelling IN FREAKS WE TRUST, WIELS, Brussel, BE.
- 2010, Solotentoonstelling The Greatest Show in the World, Künstlerhaus Bethanien, Berlijn, DE.
- 2008, Fighting Temptation, Museum Jan Cunen, Oss, NL.

## Werk in openbare collecties (selectie)
- Collectie Fonds Municipal d’Art Contemporain FMAC, Paris, FR.
- Collectie M HKA, Antwerpen, BE.
- Collectie Museum Arnhem, NL.
- Collectie SCHUNCK Museum, Heerlen, NL.